# Pablo Diácono
Pablo Diácono (c. 710-13 de abril de 799), también conocido como Paulus Diaconus, Paulus Cassinensis (de la Abadía de Montecasino) o Paulus Warnefridus, fue un monje benedictino e historiador de los lombardos.

## Vida
Se desconoce la fecha exacta de su nacimiento. Las hipótesis al respecto se basan se basan en tres datos: 1) Pablo dice que oyó el relato de la batalla de Flovio (el duque Lupo contra los ávaros el año 664) de boca de excombatientes que entonces eran ancianos. 2) Varios datos indican que Pablo, quien formaba parte de la corte de Rachis, lo siguió a Pavía, cuando este, duque de Friul, se convirtió en rey de los longobardos en 744 y se trasladó a la capital. 3) En un poema titulado "Sensi cuius" escrito entre 781-787 con ocasión del anuncio de la boda (que luego no se realizó) de Rotruda, hija de Carlomagno, con Constantino VI de Bizancio, hijo de la emperatriz Irene de Atenas, Pablo dice de sí mismo: "cetera fugerunt, iam gravante senio" = "el resto se me escapa (es decir, no lo recuerdo), oprimido ya por la vejez", ya que de niño debió oír el relato de la batalla de Flovio, en edad madura se había ido a la corte, y ya era anciano en la década de los 80; por lo tanto, debió nacer en torno a 710.
Respecto a su ciudad natal tampoco hay certeza. Por un lado, el mismo Pablo narra que uno de sus antepasados, que vivía en Cividale del Friuli, fue hecho cautivo junto con sus hermanos por los ávaros, pero años más tarde logró escapar y regresar a su ciudad, donde había formado una familia de la que descendía Pablo. De aquí se ha deducido que él era oriundo de Cividale, pero que su bisabuelo lo fuese, no implica que necesariamente que Pablo hubiera nacido en esa ciudad. De hecho, en su epitafio, escrito por su discípulo Ilderico, abad de Montecassino, dice que nació a orillas del río Timavo: "ubi saepe Timabus amnis habet cursus, genitus tu prole fuisti" = tú naciste donde el río Timavo suele tener su curso". Este peculiar río nace en Eslovenia, transcurre unos 40 km por un cauce subterráneo y emerge a un par de kilómetros del mar desembocando en el golfo de Trieste, por lo tanto lejos de Cividale. Por consiguiente, solo queda claro que Pablo nació en la región de Friul, Italia. 
Por su propio testimonio sabemos que provenía de una familia noble lombarda.
Su formación transcurrió primero en Cividale y luego en la corte de Pavía, a la cual pertenecía probablemente aquel Flaviano, que él presenta como su maestro. Es probable que durante esta estancia juvenil en Pavía fuera ordenado diácono, título que siempre le acompañará. Fuentes medievales le llaman erróneamente diácono de Aquileia, por confusión con su contemporáneo Paolino de Aquileia, también eclesiástico, gramático y poeta. Parece que fue el mismo rey Rachis quien le encaminó hacia la carrera eclesiástica, lo cual concuerda bien con otros datos que lo muestran como funcionario en la corte de Desiderio y ligado a la formación de su hija Adelperga, a la cual siguió al sur de Italia (que hacia el año 760 desposó al duque de Benevento Arechis II).
En algún momento de su estancia en la corte de Benevento Pablo abandona el mundo y se convierte en monje de Montecassino, hecho que debió ocurrir hacia 774 o poco antes del fin del reino longobardo.
En el otoño de 781 inició probablemente su estancia quinquenal en la corte de Carlomagno, donde habían sido convocados otros intelectuales lombardos, como Pietro da Pisa y Paolino de Aquileia. Uno de los motivos principales de su viaje a Francia fue sin duda obtener la liberación de su hermano, que había sido llevado cautivo a Francia tras la fallida revuelta (776) de Rotgaudo, duque del Friul. En Francia tiene ocasión de ampliar su horizonte cultural y conocer textos de autores clásicos como la "Historia naturalis" de Plinio el Viejo y de autores cristianos como los "Libri historiarum" de Gregorio de Tours y la "Historia ecclesiastica gentis anglorum" de Beda. Aunque Pablo no se siente a gusto con la vida cortesana, siente simpatía personal por Carlomagno, con quien entabló una sincera amistad, y abraza su programa político de unidad de los territorios occidentales bajo la égida de los francos, en el cual no había espacio para las ansias de poder terrenal del papado, que debía contentarse con una función puramente espiritual. Entre 786-787 Pablo volvió al monasterio de Montecassino, donde escribió su obra cumbre la "Historia langobardorum".
En las necrológicas del monasterio de Montecassino (Cod. Cassinese 47, del siglo XII) aparecen dos anotaciones que pueden referirse a la muerte de Pablo: una el 13 de abril: "Idibus aprilis obiit venerabilis memoriae domnus Paulus diaconus et monachus"; y otra el 21 de julio: "XII kalendis augusti obierunt ... et Paulus diaconus et monachus". Se desconoce el año exacto pero debió ocurrir entre 797 y 799, no antes de la muerte del abad Teodemaro de Montecassino pero antes de la coronación imperial de Carlomagno.

## Obras
En sus primeros años en la corte longobarda Pablo destaca como poeta y en especial como escritor de epitafios en verso, un género de la Antigüedad tardía que se mantenía vivo en el norte de Italia, llegando a convertirse en una auténtica autoridad en este último género. Una antigua y difusa tradición le atribuye el himno a san Juan Bautista "Ut queant laxis" (véase el artículo Nota musical), que no fue incluido en la edición crítica de sus poemas, pero que quizás deben ser incluidos junto con otros, antes considerados dudosos, como los poemas sobre los buenos y malos sacerdotes y sobre los obispos de Metz.
La "Historia romana" es su primera obra histórica y está basada en el "Breviarium" de Eutropio. Debió ser escrita entre el 766 y 774. Pablo la dedicó a Adelperga, hija del rey Desiderio, la cual había leído la obra de Eutropio y la había encontrado pobre en muchos aspectos, especialmente por su falta de conexión con la historia sagrada. Esto motivó a Pablo para reescribir la obra añadiendo algunas anécdotas o precisando datos, así como algunos breves apuntes sobre la historia de Israel y el cristianismo. Además Pablo extiende el relato hasta la victoria de Narsés sobre Totila, rey de los ostrogodos, en julio de 552, durante el reinado de Justiniano I. La obra consta de 16 libros. Los diez primeros siguen el "Breviarium" y los seis siguientes están basados en el "Epitome de caesaribus", Próspero de Aquitania, Paulo Orosio y Jordanes.
En 784 Pablo escribió el "Liber de episcopis mettensibus", también llamado "Gesta episcoporum mettensium". Esta obra fue hecha a petición de Angilramno, obispo de Metz y archicapellán de la capilla palatina de Carlomagno. En ella no solo se narra la historia de los obispos de Metz, sino que también se presenta como un hecho providencial que Pipino y su dinastía hayan ocupado el trono de Francia y sometido Italia, siendo notable que Pablo no asigne ningún rol político al papado, que en esos años intentaba alcanzar autonomía territorial.
La "Expositio artis Donati", que es un manual de gramática latina para principiantes, lo escribió probablemente durante su estancia en Francia.
Su "Vita Gregorii", que es una biografía del papa san Gregorio Magno, fue escrita al final de su estancia en Francia o más probablemente cuando ya había vuelto a Montecassino, en la cual se ensalza al papa porque siempre ha buscado la salvación espiritual de sus fieles y no la gloria del mundo.

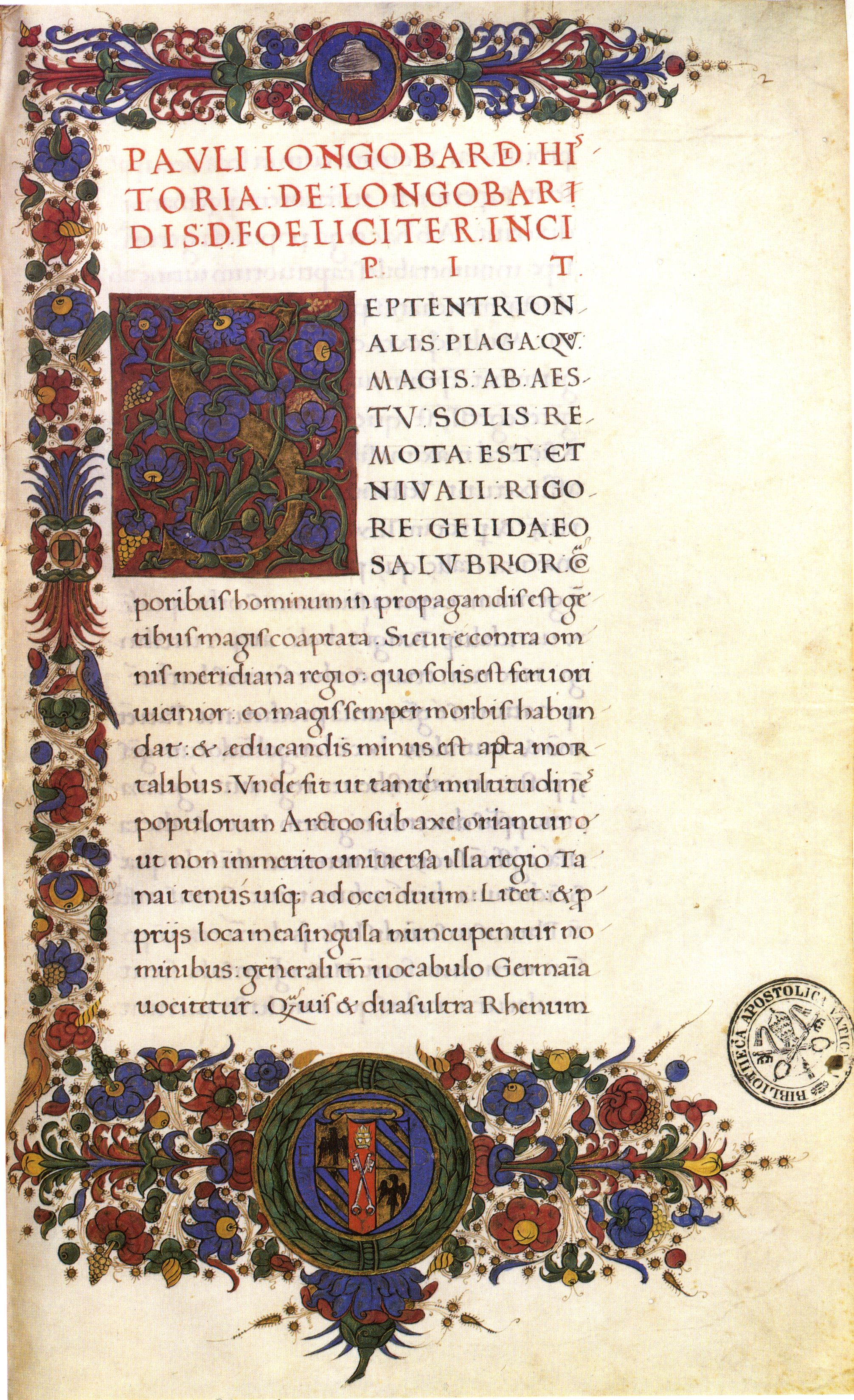

Al poco tiempo de regresar al monasterio, culminó su "Homiliarius" para el oficio nocturno, dedicado a Carlomagno, para colaborar con su empeño a corregir la vida religiosa. También mandó al rey un resumen del compendio alfabético de Sexto Pompeyo Festo, una preciosa fuente de datos lingüísticos y noticias sobre Roma.
Al final de su vida, Pablo escribió en el monasterio de Montecassino su obra cumbre: la "Historia langobardorum", un texto esencial para conocer el período longobardo. Esta obra, que no posee dedicatoria ni epílogo y acaba bruscamente en la muerte del gran rey Liutprando, parece que quedó inconclusa, ya que en su relato Pablo afirma que los ávaros dominan a los gépidos, dominio que terminó en 796, por lo que se piensa que dejó de escribir ese año o poco después. Esta obra está dividida en seis libros y narra la historia del pueblo longobardo desde sus míticos inicios hasta la muerte del rey Liutprando (744). Utilizó material de la obra titulada "Origo gentis Langobardorum" (mitad del s. VII) además de otros textos hoy perdidos y tradiciones orales que recogería a lo largo de su vida, en especial durante su estancia en la corte longobarda.

## Citas
1. ↑  "Sicut nobis retulerunt seniores viri qui in ipso bello fuerunt" Pablo Diácono, Historia langobardorum, lib. 5, n. 19.
2. ↑  "tempestas ista captivitatis ... omnes ex castro Foroiulensi in avarorum patria exsoles deduxit", Pablo Diácono, Historia langobardorum, lib. 4, n. 37.
3. ↑  "Viribus atque armis quae tunc opibusque per orbem /insignis fuerat, sumpsisti generis ortum". Ilderico, Epitafio de Pablo Diácono, v. 10-11. Pero el poderío de la familia ya se había extinguido por completo en tiempos de Carlomagno, cuando Pablo ruega así por su hermano prisionero: "Coniunx est fratris rebus exclusa paternis / Iamque sumus servis rusticitate pares. / Nobilitas periit, miseris accessit egestas". Pablo Diácono, "Verba tui famuli", v. 19-21, en Karl Neff, Die Gedichte des Paulus Diakonus, München 1908, p. 54.
4. ↑  "Eo tempore floruit in arte gramatica Felix, patruus Flaviani praeceptoris mei; quem in tantum rex dilexit ut ei baculum argento auroque decoratum inter reliqua suae largitatis munera condonaret". Pablo Diácono, Historia langobardorum, lib. 6, n. 7.
5. ↑  "Omnia sophiae coepisti culmina sacrae, rege monente pio Ratchis penetrare decenter" Ilderico, Epitafio de Pablo Diácono, v. 18-19.
6. ↑  Die Gedichte des Paulus Diakonus, editado por Karl Neff, München 1908.
7. ↑  Cf. "Pauli et Petri diaconorum carmina", en MGH, Poetae latini aevi carolini, editado por E. Dümmler, t. 1, Berlín 1881, n. 25, 51, 52, 54.
8. ↑  "Hoc tibi in eius textu [de la historia de Eutropio] praeter immodicam etiam breuitatem displicuit, quia utpote uir gentilis in nullo diuinae historiae cultusque nostri fecerit mentionem" Pablo Diácono, Prefacio a la Historia romana.
9. ↑  "Gepidorum vero ita genus est deminutum ut ex illo iam tempore ultra non habuerint regem. Sed universi qui superesse bello poterant aut langobardis subiecti sunt, aut usque hodie hunnis eorum patriae possidentibus, duro imperio subiecti gemunt". Pablo Diácono, Historia langobardorum, lib. 1, n. 27.